# 多田治夫
多田 治夫（ただ はるお、1931年1月5日 - 2016年4月24日）は、日本の心理学者。金沢大学名誉教授。

## 略歴
第四高等学校出身。1953年（昭和28年）、金沢大学法文学部哲学科（心理学専攻）卒。同大学助手、助教授、教授を経て、1996年（平成8年）定年退官、同大学名誉教授。放送大学石川学習センター所長を経て、2001年（平成13年）より金沢工業大学学生相談室顧問、2004年（平成16年）から同大客員教授。
専門はカウンセリング心理学、被害者心理学に関する研究を展開しており、多数の著書がある。石川被害者サポートセンター代表理事、「金沢こころの電話」会長などを経験し、各種の地域臨床活動の実践で知られる。
2016年4月24日、悪性リンパ腫のため死去。

## 著書
- 『講座 心理療法6 集団心理療法』（福村出版,1977年）